# کربن، قرقیزستان
کربن (به قرقیزی: Кербен، كەربەن) یک شهر در قرقیزستان است که در استان جلال‌آباد واقع شده‌است.

## خصوصیات
کربن  ۱۴٬۱۴۱ نفر جمعیت دارد و ۱٬۲۹۶ متر بالاتر از سطح دریا واقع شده‌است.